# Faro de Punta Frouxeira
El faro de Punta Frouxeira es un faro situado en la Punta Frouxeira, en Meirás, Valdoviño, provincia de La Coruña, Galicia, España. Está gestionado por la autoridad portuaria del puerto de Ferrol.

## Historia
Fue construido en 1992 con un diseño vanguardista. Al nordeste existe un arenal que cierra la laguna de A Frouxeira, y al sudoeste tiene los acantilados de O Porto.